# Анхел ди Марија
Анхел Фабијан ди Марија (шп. Ángel Fabián Di María; Росарио, 14. фебруар 1988) јесте аргентински фудбалер који тренутно игра за Росарио сентрал где је и започео своју играчку каријеру. Такође је наступао за Бенфику, Реал Мадрид, Манчестер јунајтед, Пари Сен Жермен и Јувентус.

## Клупска каријера
Ди Марија је професионалну фудбалску каријеру започео 2005. године, када је дебитовао за Росарио сентрал. У јануару 2007. имао је прилику да игра за Рубин који му је понудио уговор. У почетку је прихватио понуду, али се касније предомислио и одбио. Након одличне игре за младу аргентинску У-20 фудбалску репрезентацију на Светском првенству 2007. године, био је у очима многих европских клубова и потписао је за португалску Бенфику.

### Бенфика
Анхел ди Марија је у Бенфику дошао у јулу и играо је као везни играч. Бенфика је платила 6 милиона евра за њега Росарију, а у августу 2008. Бенфика је платила још 2 милиона евра. Председник Луис Филипе Вијера рекао је да ће Анхел ди Марија бити савршена замена за одлазак капитена  Симаа. Током првих месеци боравка у Лисабону показао се као врхунски играч. Потписао је нови трогодишњи уговор са Бенфиком и одштетна клаузула за њега била је 40 милиона евра. 27. фебруара 2010. постигао је први хет-трик против, а португалске спортске новине су му дале надимак Чаробни Три Марија.

### Реал Мадрид
Дана 28. јуна 2010. године, званична веб страница Реал Мадрида написала је да су се са Бенфиком договорили о трансферу Ди Марије. Потписао је петогодишњи уговор вредан 25 милиона евра. Први пут за Краљевски клуб дебитовао је 4. августа 2010. године у пријатељској утакмици против Херкулеса, коју је Реал Мадрид победио са 3:1. Постигао је свој први гол у победи против Пењарола са 2: 0 за трофеј Сантијаго Бернабеу. Дебитовао је у првој лиги против Мајорке, а први гол у лиги постигао је против Реал Сосиједада 28. септембра 2010. Први погодак у Лиги шампиона постигао је против Осера.

### Манчестер Јунајтед
У лето 2014. прешао је из Реал Мадрида у енглески фудбалски клуб Манчестер јунајтед за рекордних 75 милиона евра.

### Пари Сен Жермен
После само једне сезоне у Енглеској, Ди Марија се сели на лето 2015. у Пари Сен Жермен.

## Највећи успеси

### Бенфика
- Првенство Португалије (1) : 2009/10.
- Лига куп Португалије (3) : 2008/09, 2009/10, 2024/25.
- Суперкуп Португалије (1) : 2023.

### Реал Мадрид
- Првенство Шпаније (1) : 2011/12.
- Куп Шпаније (2) : 2010/11, 2013/14.
- Суперкуп Шпаније (1) : 2012.
- Лига шампиона (1) : 2013/14.
- УЕФА суперкуп (1) : 2014.

### Пари Сен Жермен
- Првенство Француске (5) : 2015/16, 2017/18, 2018/19, 2019/20, 2021/22.
- Куп Француске (5) : 2015/16, 2016/17, 2017/18, 2019/20, 2020/21.
- Лига куп Француске (4) : 2015/16, 2016/17, 2017/18, 2019/20.
- Суперкуп Француске (4) : 2016, 2018, 2019, 2020.
- Лига шампиона : финале 2019/20.

### Репрезентација Аргентине до 20
- Светско првенство до 20 (1) : 2007.
- Првенство Јужне Америке до 20 : финале 2007.

### Репрезентација Аргентине до 23
- Олимпијске игре (1) : 2008.

### Репрезентација Аргентине
- Светско првенство (1) : 2022; финале 2014.
- Копа Америка (2) : 2021, 2024.
- КОНМЕБОЛ–УЕФА куп шампиона (1) : 2022.